# 송산중학교 (경기)
송산중학교(松山中學校)는 대한민국 경기도 화성시 송산면 사강리에 있는 사립 중학교이다.

## 학교 연혁
- 1949년 12월 12일 : 송산고등공민학교 개교
- 1950년 3월 20일 : 송산고등공민학교 설립 인가(설립자 홍용유 선생, 초대 교장 홍명후 선생)
- 1951년 9월 1일 : 동란수복 후 재 개교
- 1953년 9월 30일 : 송산중학교 설립 인가(교장서리 나상근)
- 1953년 10월 1일 : 송산공민학교 발전적 폐교
- 1958년 3월 1일 : 송산중학교 초대 교장 김진모 선생 취임
- 1974년 5월 7일 : 체육관 낙성식
- 1999년 2월 5일 : 본관 개증축 준공식(1394.52m2)
- 2002년 1월 25일 : 급식소 및 식당 준공
- 2003년 12월 31일 : 배구부 숙소 준공(222.43m2)
- 2007년 3월 1일 : 9학급으로 감축인가
- 2009년 5월 12일 : 체육관(송백관) 준공
- 2010년 3월 1일 : 특수 2학급 신설
- 2013년 5월 20일 : 식당 및 강당 준공
- 2021년 1월 20일 : 특별교실(6실), 일반교실(6실), 미래인재관(도서관, 세미나실) 준공
- 2022년 3월 1일 : 혁신학교 지정, 12학급으로 증설
- 2022년 5월 11일 : 제25대 이사장 김영규 선생 취임
- 2022년 9월 1일 : 제14대 교장 한동열 선생 취임

## 참고 자료
- 송산중학교 - 한국교육학술정보원 학교알리미